# 藤井玄淵
藤井 玄淵（ふじい げんえん、生年不詳 -  文政10年12月13日（西暦1828年1月29日）は、日本の医師。出羽国久保田藩の藩医。龍角散の創始者。

## 略歴・人物
佐竹氏を藩主とする出羽国久保田藩の藩医で、仙北郡六郷東根村（現美郷町）に住み、仙北郡大曲村（現・大仙市）にも長くおり、のちに江戸に出て久保田藩の屋敷のある下谷の佐竹原（現在の台東区上野）に居を構えた。子の藤井玄信《弘化元年7月22日（西暦1844年9月4日）に死去、享年48歳）》が藩命で蘭学を学んだことから、その知識を漢方薬に取り入れ、龍角散の原型となる薬を開発したという。当時の将軍にも、この薬を献上している。玄淵と玄信の墓は、大曲に所在する浄土真宗大谷派の寺院安養寺にある。

### 別の説
- 六郷町史・下巻には『龍角散は藤井父子によって作られた。藤井玄淵は代々医を業とした家で生まれ、はじめは六郷東根に居住し、後に江戸へもでた』と書いてある。片や大曲市史には『佐竹氏が秋田に来た当時は六郷東根に居住。のちに大曲に長く住み、江戸へ出て佐竹原に住み、医者として開業した』とのこと。

- あんばいこう（無明舎出版）「食文化あきた考」には、藤井家は佐竹義宣に従い水戸から大曲に移り、代々秋田藩の御典医を務めたとある。

## 親族
- 玄淵の孫（玄信の子）の藤井正亭治（文政8年1月9日（1825年2月26日） - 明治26年（1893年）8月8日）は長崎で蘭学を学び、藩主佐竹義堯の喘息治療のため龍角散の改良に取り組んだ名医として知られ、明治維新後は東京神田に漢方薬の店を構えたといわれる[1][2]。そして得三郎（初代）、得三郎（二代目）、得三郎（三代目）、康男、隆太とつづいている[2]。

- 藤井家は代々秋田の大曲に住んでいた（出典：『人事興信録』4版と8版）[3][4]。三森英逸の『大曲のまちなみと住人の歴史』によると、藤井家は大曲の薬の卸屋で、龍角散は当家出身。明治時代に東京に出て、代々「得三郎」を名乗ったという。
- 現在の小林製薬とともに販売ルートを確立していった[5]とのこと。

## 関連作品
わらび座ミュージカル『龍角散Presents・ゴホン！といえば』（2022年、脚本・演出：マキノノゾミ、藤井玄淵・正亭治役：戎本みろ）

### ミュージカルのあらすじ
- 物語は江戸後期、六郷に住む藤井玄信は江戸遊学を希望していたが、父の玄淵はそれを許さず、厳しい修行を言い渡していた。そんな日々の中、玄信は医術と向き合う大切さを実感し、藩の秘伝薬に改良を加えることを思い立つ[7][注釈 1]。